# Mistrovství světa v alpském lyžování 2017 – slalom mužů

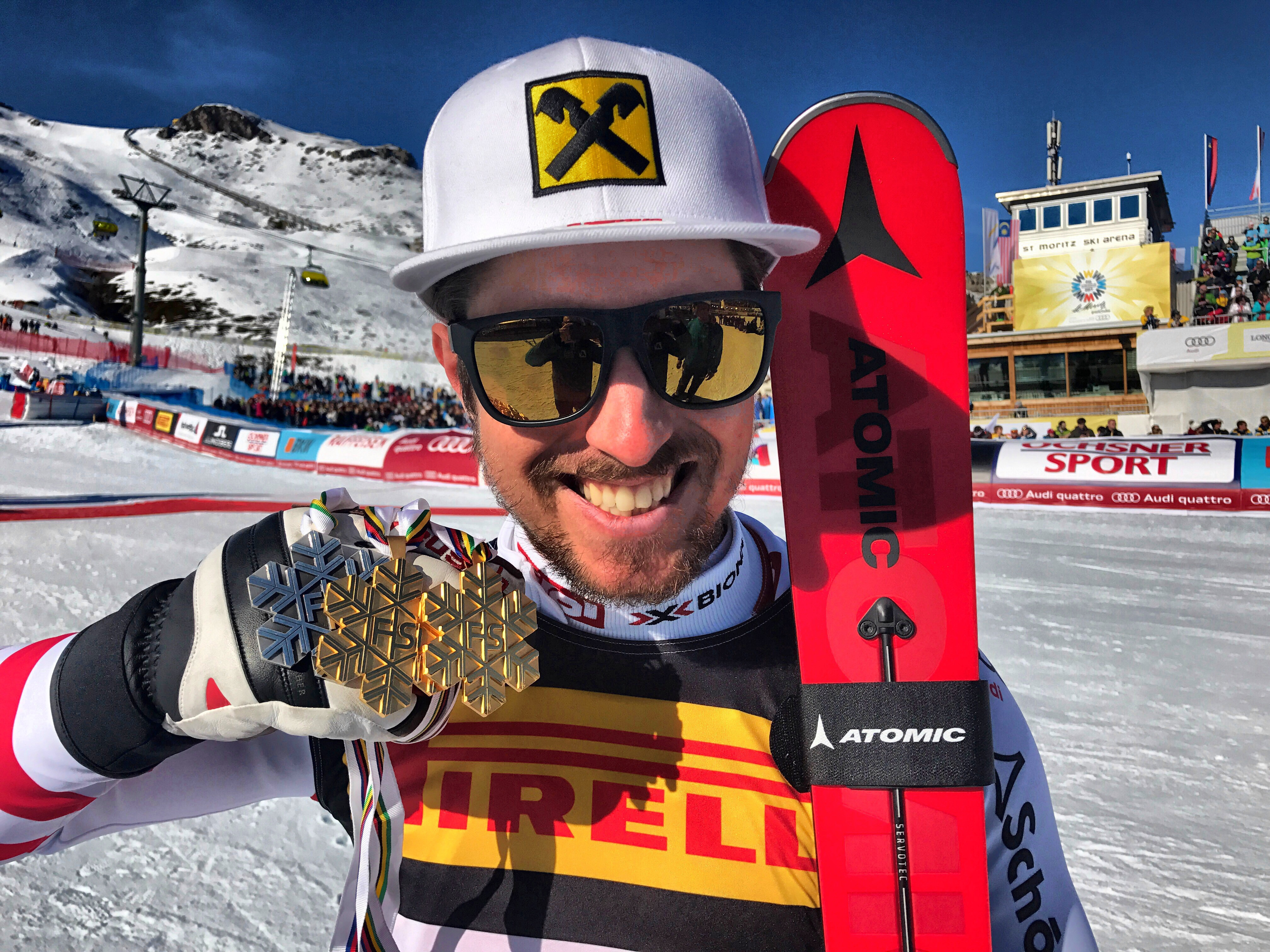
Marcel Hirscher s medailí světového šampiona

Slalom mužů na Mistrovství světa v alpském lyžování 2017 se konal v neděli 19. února 2017 jako pátý a poslední mužský závod světového šampionátu ve Svatém Mořici. Kvalifikace se uskutečnila s jednodenním předstihem 18. února 2017. Úvodní kolo slalomu odstartovalo v 9.45 hodin a druhá část na něj navázala od 13 hodin. Do závodu nastoupilo 100 slalomářů z 54 států.
Obhájcem zlata byl francouzský lyžař Jean-Baptiste Grange, který obsadil dvacáté třetí místo.

## Medailisté
Mistrem světa se stal hlavní favorit a 27letý jistý vítěz celkového hodnocení Světového poháru Marcel Hirscher z Rakouska, kterému po vyhraném prvním kole k titulu stačila třetí nejrychlejší jízda ve druhé části závodu. Získal tak druhou trofej světového šampiona ve slalomu, když navázal na prvenství ze Schladmingu 2013. Celkově si na světových šampionátech připsal devátý cenný kov, z nichž šest bylo zlatých a tři stříbrné. O dva dny dříve vyhrál také mořický obří slalom a druhý dojel v superkombinaci. Hirscher byl celkovým šampionem pěti předchozích ročníku Světového poháru, v němž vybojoval malé křišťálové glóby ze slalomu v letech 2013, 2014 a 2015.
Se ztrátou šedesáti osmi setin sekundy vybojoval stříbrný kov 24letý Rakušan Manuel Feller, který poprvé v kariéře dokončil závodu na vrcholné světové události (v Mořici se účastnil také týmové soutěže a nedojel do cíle obřího slalomu). Nikdy předtím nestál na stupních vítězů v závodu Světového poháru. Připsal si tak první medaili na světových šampionátech.
Bronz si odvezl 32letý Němec Felix Neureuther, jenž obhájil třetí pozici z Beaver Creeku 2015 a navázal na stříbro ze Schladmingu 2013. Do slalomu nastoupil s bolestivými zády. Za druhým Fellerem zaostal o dvacet pět setin sekundy. Z mistrovství světa si odvezl třetí a poslední medaili v kariéře.

## Výsledky
| P                                                                                | SČ  | lyžař                          | stát                | 1. kolo                   | pořadí                    | 2. kolo                      | pořadí                       | celkově                      | ztráta                       |
| -------------------------------------------------------------------------------- | --- | ------------------------------ | ------------------- | ------------------------- | ------------------------- | ---------------------------- | ---------------------------- | ---------------------------- | ---------------------------- |
| Zlatá medaile                                                                    | 6   | Marcel Hirscher                | Rakousko            | 46,43                     | 1.                        | 48,32                        | 3.                           | 1:34,75                      |                              |
| Stříbrná medaile                                                                 | 8   | Manuel Feller                  | Rakousko            | 47,10                     | 7.                        | 48,33                        | 4.                           | 1:35,43                      | +0,68                        |
| Bronzová medaile                                                                 | 2   | Felix Neureuther               | Německo             | 47,19                     | 10.                       | 48,49                        | 5.                           | 1:35,68                      | +0,93                        |
| 4.                                                                               | 3   | Henrik Kristoffersen           | Norsko              | 47,08                     | 6.                        | 48,71                        | 12.                          | 1:35,79                      | +1,04                        |
| 5.                                                                               | 7   | Alexandr Chorošilov            | Rusko               | 47,11                     | 8.                        | 48,69                        | 11.                          | 1:35,80                      | +1,05                        |
| 6.                                                                               | 14  | André Myhrer                   | Švédsko             | 47,55                     | 15.                       | 48,30                        | 2.                           | 1:35,85                      | +1,10                        |
| 7.                                                                               | 10  | Marco Schwarz                  | Rakousko            | 46,86                     | 2.                        | 49,00                        | 17.                          | 1:35,86                      | +1,11                        |
| 8.                                                                               | 12  | Michael Matt                   | Rakousko            | 46,91                     | 3.                        | 49,08                        | 19.                          | 1:35,99                      | +1,24                        |
| 9.                                                                               | 11  | Stefano Gross                  | Itálie              | 47,40                     | 14.                       | 48,75                        | 14.                          | 1:36,15                      | +1,40                        |
| 10.                                                                              | 40  | Štefan Hadalin                 | Slovinsko           | 47,93                     | 22.                       | 48,23                        | 1.                           | 1:36,16                      | +1,41                        |
| 11.                                                                              | 5   | Dave Ryding                    | Spojené království  | 46,96                     | 4.                        | 49,22                        | 22.                          | 1:36,18                      | +1,43                        |
| 12.                                                                              | 25  | David Chodounsky               | USA                 | 47,72                     | 20.                       | 48,52                        | 6.                           | 1:36,24                      | +1,49                        |
| 13.                                                                              | 17  | Jonathan Nordbotten            | Norsko              | 47,55                     | 15.                       | 48,71                        | 12.                          | 1:36,26                      | +1,51                        |
| 14.                                                                              | 1   | Manfred Mölgg                  | Itálie              | 47,64                     | 17.                       | 48,66                        | 8.                           | 1:36,30                      | +1,55                        |
| 15.                                                                              | 21  | Leif Kristian Haugen           | Norsko              | 47,67                     | 19.                       | 48,68                        | 10.                          | 1:36,35                      | +1,60                        |
| 16.                                                                              | 37  | Reto Schmidiger                | Švýcarsko           | 47,75                     | 21.                       | 48,63                        | 7.                           | 1:36,38                      | +1,63                        |
| 17.                                                                              | 26  | Victor Muffat-Jeandet          | Francie             | 47,37                     | 12.                       | 49,07                        | 18.                          | 1:36,44                      | +1,69                        |
| 18.                                                                              | 29  | Robin Buffet                   | Francie             | 47,65                     | 18.                       | 49,10                        | 20.                          | 1:36,75                      | +2,00                        |
| 19.                                                                              | 22  | Luca Aerni                     | Švýcarsko           | 48,32                     | 26.                       | 48,67                        | 9.                           | 1:36,99                      | +2,24                        |
| 20.                                                                              | 27  | Linus Strasser                 | Německo             | 48,25                     | 25.                       | 48,96                        | 16                           | 1:37,21                      | +2,46                        |
| 21.                                                                              | 38  | Dominik Stehle                 | Německo             | 48,01                     | 23                        | 49,21                        | 21                           | 1:37,22                      | +2,47                        |
| 22.                                                                              | 24  | Giuliano Razzoli               | Itálie              | 48,37                     | 27.                       | 48,89                        | 15.                          | 1:37,26                      | +2,51                        |
| 23.                                                                              | 18  | Jean-Baptiste Grange           | Francie             | 48,23                     | 24.                       | 49,57                        | 23.                          | 1:37,80                      | +3,05                        |
| 24.                                                                              | 19  | Patrick Thaler                 | Itálie              | 48,92                     | 33.                       | 49,57                        | 23.                          | 1:38,49                      | +3,74                        |
| 25.                                                                              | 47  | Joaquim Salarich               | Španělsko           | 48,82                     | 30.                       | 49,68                        | 25.                          | 1:38,50                      | +3,75                        |
| 26.                                                                              | 49  | Marco Pfiffner                 | Lichtenštejnsko     | 48,66                     | 28.                       | 50,21                        | 28.                          | 1:38,87                      | +4,12                        |
| 27.                                                                              | 46  | Albert Popov                   | Bulharsko           | 48,86                     | 31.                       | 50,22                        | 29.                          | 1:39,08                      | +4,33                        |
| 28.                                                                              | 30  | Stefan Luitz                   | Německo             | 48,95                     | 34.                       | 50,20                        | 27.                          | 1:39,15                      | +4,40                        |
| 29.                                                                              | 55  | Alexandr Andrijenko            | Rusko               | 49,29                     | 42.                       | 50,09                        | 26.                          | 1:39,38                      | +4,63                        |
| 30.                                                                              | 39  | Istok Rodeš                    | Chorvatsko          | 49,28                     | 41.                       | 50,35                        | 30.                          | 1:39,63                      | +4,88                        |
| 31.                                                                              | 53  | Joonas Rasanen                 | Finsko              | 49,32                     | 43.                       | 50,42                        | 31.                          | 1:39,74                      | +4,99                        |
| 32.                                                                              | 45  | Kristaps Zvejnieks             | Lotyšsko            | 48,96                     | 35.                       | 50,91                        | 34.                          | 1:39,87                      | +5,12                        |
| 33.                                                                              | 69  | Laurie Taylor                  | Spojené království  | 49,09                     | 38.                       | 50,90                        | 32.                          | 1:39,99                      | +5,24                        |
| 34.                                                                              | 32  | Mark Engel                     | USA                 | 49,05                     | 37.                       | 51,04                        | 36.                          | 1:40,09                      | +5,34                        |
| 35.                                                                              | 31  | Matej Vidović                  | Chorvatsko          | 49,26                     | 40.                       | 50,90                        | 32.                          | 1:40,16                      | +5,41                        |
| 36.                                                                              | 58  | Kamen Zlatkov                  | Bulharsko           | 49,73                     | 45.                       | 51,02                        | 35.                          | 1:40,75                      | +6,00                        |
| 37.                                                                              | 52  | Gustav Lundbäck                | Švédsko             | 51,22                     | 51.                       | 51,43                        | 37.                          | 1:42,65                      | +7,90                        |
| 38.                                                                              | 54  | Ivica Kostelić                 | Chorvatsko          | 49,93                     | 46.                       | 52,77                        | 39.                          | 1:42,70                      | +7,95                        |
| 39.                                                                              | 35  | Robby Kelley                   | USA                 | 49,25                     | 39.                       | 53,78                        | 43.                          | 1:43,03                      | +8,28                        |
| 40.                                                                              | 81  | Jason Abramašvili              | Gruzie              | 50,74                     | 50.                       | 52,76                        | 38.                          | 1:43,50                      | +8,75                        |
| 41.                                                                              | 56  | Kai Alaerts                    | Belgie              | 50,19                     | 48                        | 53,32                        | 41.                          | 1:43,51                      | +8,76                        |
| 42.                                                                              | 64  | Steffan Winkelhorst            | Nizozemsko          | 48,76                     | 29.                       | 54,93                        | 45.                          | 1:43,69                      | +8,94                        |
| 43.                                                                              | 79  | Strahinja Stanišić             | Srbsko              | 51,27                     | 52.                       | 53,40                        | 42.                          | 1:44,67                      | +9,92                        |
| 44.                                                                              | 73  | Martin Anguita                 | Chile               | 51,30                     | 54.                       | 53,83                        | 44.                          | 1:45,13                      | +10,38                       |
| 45.                                                                              | 82  | Márton Kékesi                  | Maďarsko            | 52,63                     | 57.                       | 52,83                        | 40.                          | 1:45,46                      | +10,71                       |
| 46.                                                                              | 85  | Casper Dyrbye Næsted           | Dánsko              | 52,17                     | 56.                       | 55,07                        | 46.                          | 1:47,24                      | +12,49                       |
| 47.                                                                              | 95  | Ivan Kovbasňuk                 | Ukrajina            | 53,00                     | 59.                       | 55,67                        | 47.                          | 1:48,67                      | +13,92                       |
| —                                                                                | 4   | Daniel Yule                    | Švýcarsko           | 47,33                     | 11.                       | nedojel do cíle 2. kola      | nedojel do cíle 2. kola      | nedojel do cíle 2. kola      | nedojel do cíle 2. kola      |
| —                                                                                | 15  | Mattias Hargin                 | Švédsko             | 47,00                     | 5.                        | nedojel do cíle 2. kola      | nedojel do cíle 2. kola      | nedojel do cíle 2. kola      | nedojel do cíle 2. kola      |
| —                                                                                | 23  | Ramon Zenhäusern               | Švýcarsko           | 47,12                     | 9.                        | nedojel do cíle 2. kola      | nedojel do cíle 2. kola      | nedojel do cíle 2. kola      | nedojel do cíle 2. kola      |
| —                                                                                | 33  | Pavel Trichičev                | Rusko               | 48,90                     | 32.                       | nedojel do cíle 2. kola      | nedojel do cíle 2. kola      | nedojel do cíle 2. kola      | nedojel do cíle 2. kola      |
| —                                                                                | 62  | Cristian Javier Simari Birkner | Argentina           | 49,35                     | 44.                       | nedojel do cíle 2. kola      | nedojel do cíle 2. kola      | nedojel do cíle 2. kola      | nedojel do cíle 2. kola      |
| —                                                                                | 63  | Andreas Žampa                  | Slovensko           | 50,49                     | 49.                       | nedojel do cíle 2. kola      | nedojel do cíle 2. kola      | nedojel do cíle 2. kola      | nedojel do cíle 2. kola      |
| —                                                                                | 68  | Dries van den Broecke          | Belgie              | 49,98                     | 47.                       | nedojel do cíle 2. kola      | nedojel do cíle 2. kola      | nedojel do cíle 2. kola      | nedojel do cíle 2. kola      |
| —                                                                                | 71  | Patrick Brachner               | Ázerbájdžán         | 51,27                     | 52.                       | nedojel do cíle 2. kola      | nedojel do cíle 2. kola      | nedojel do cíle 2. kola      | nedojel do cíle 2. kola      |
| —                                                                                | 77  | Ioannis Proios                 | Řecko               | 51,45                     | 55.                       | nedojel do cíle 2. kola      | nedojel do cíle 2. kola      | nedojel do cíle 2. kola      | nedojel do cíle 2. kola      |
| —                                                                                | 83  | Marko Stevović                 | Srbsko              | 53,10                     | 60.                       | nedojel do cíle 2. kola      | nedojel do cíle 2. kola      | nedojel do cíle 2. kola      | nedojel do cíle 2. kola      |
| —                                                                                | 92  | Jeremy Denat                   | Peru                | 52,89                     | 58.                       | nedojel do cíle 2. kola      | nedojel do cíle 2. kola      | nedojel do cíle 2. kola      | nedojel do cíle 2. kola      |
| —                                                                                | 13  | Julien Lizeroux                | Francie             | 47,39                     | 13.                       | diskvalifikován ve 2. kole   | diskvalifikován ve 2. kole   | diskvalifikován ve 2. kole   | diskvalifikován ve 2. kole   |
| —                                                                                | 48  | Žan Kranjec                    | Slovinsko           | 48,98                     | 36.                       | nenastoupil na start 2. kola | nenastoupil na start 2. kola | nenastoupil na start 2. kola | nenastoupil na start 2. kola |
| —                                                                                | 91  | Rokas Zaveckas                 | Litva               | 53,20                     | 61.                       | nekvalifikován do 2. kola    | nekvalifikován do 2. kola    | nekvalifikován do 2. kola    | nekvalifikován do 2. kola    |
| —                                                                                | 90  | Cormac Comerford               | Irsko               | 54,05                     | 62.                       | nekvalifikován do 2. kola    | nekvalifikován do 2. kola    | nekvalifikován do 2. kola    | nekvalifikován do 2. kola    |
| —                                                                                | 93  | Erjon Tola                     | Albánie             | 54,38                     | 63.                       | nekvalifikován do 2. kola    | nekvalifikován do 2. kola    | nekvalifikován do 2. kola    | nekvalifikován do 2. kola    |
| —                                                                                | 97  | Albin Tahiri                   | Kosovo              | 56,65                     | 64.                       | nekvalifikován do 2. kola    | nekvalifikován do 2. kola    | nekvalifikován do 2. kola    | nekvalifikován do 2. kola    |
| —                                                                                | 94  | Nima Baha                      | Írán                | 57,21                     | 65.                       | nekvalifikován do 2. kola    | nekvalifikován do 2. kola    | nekvalifikován do 2. kola    | nekvalifikován do 2. kola    |
| —                                                                                | 96  | Michael Poettoz                | Kolumbie            | 59,49                     | 66.                       | nekvalifikován do 2. kola    | nekvalifikován do 2. kola    | nekvalifikován do 2. kola    | nekvalifikován do 2. kola    |
| —                                                                                | 98  | Sive Speelman                  | Jižní Afrika        | 1:01,05                   | 67.                       | nekvalifikován do 2. kola    | nekvalifikován do 2. kola    | nekvalifikován do 2. kola    | nekvalifikován do 2. kola    |
| —                                                                                | 99  | Naim Fenianos                  | Libanon             | 1:04,70                   | 68.                       | nekvalifikován do 2. kola    | nekvalifikován do 2. kola    | nekvalifikován do 2. kola    | nekvalifikován do 2. kola    |
| —                                                                                | 9   | Alexis Pinturault              | Francie             | nedojel do cíle 1. kola   | nedojel do cíle 1. kola   | nedojel do cíle 1. kola      | nedojel do cíle 1. kola      | nedojel do cíle 1. kola      | nedojel do cíle 1. kola      |
| —                                                                                | 16  | Naoki Juasa                    | Japonsko            | nedojel do cíle 1. kola   | nedojel do cíle 1. kola   | nedojel do cíle 1. kola      | nedojel do cíle 1. kola      | nedojel do cíle 1. kola      | nedojel do cíle 1. kola      |
| —                                                                                | 20  | Sebastian Foss Solevåg         | Norsko              | nedojel do cíle 1. kola   | nedojel do cíle 1. kola   | nedojel do cíle 1. kola      | nedojel do cíle 1. kola      | nedojel do cíle 1. kola      | nedojel do cíle 1. kola      |
| —                                                                                | 28  | Erik Read                      | Kanada              | nedojel do cíle 1. kola   | nedojel do cíle 1. kola   | nedojel do cíle 1. kola      | nedojel do cíle 1. kola      | nedojel do cíle 1. kola      | nedojel do cíle 1. kola      |
| —                                                                                | 36  | Trevor Philp                   | Kanada              | nedojel do cíle 1. kola   | nedojel do cíle 1. kola   | nedojel do cíle 1. kola      | nedojel do cíle 1. kola      | nedojel do cíle 1. kola      | nedojel do cíle 1. kola      |
| —                                                                                | 41  | Phil Brown                     | Kanada              | nedojel do cíle 1. kola   | nedojel do cíle 1. kola   | nedojel do cíle 1. kola      | nedojel do cíle 1. kola      | nedojel do cíle 1. kola      | nedojel do cíle 1. kola      |
| —                                                                                | 42  | Michael Ankeny                 | USA                 | nedojel do cíle 1. kola   | nedojel do cíle 1. kola   | nedojel do cíle 1. kola      | nedojel do cíle 1. kola      | nedojel do cíle 1. kola      | nedojel do cíle 1. kola      |
| —                                                                                | 43  | Kristoffer Jakobsen            | Švédsko             | nedojel do cíle 1. kola   | nedojel do cíle 1. kola   | nedojel do cíle 1. kola      | nedojel do cíle 1. kola      | nedojel do cíle 1. kola      | nedojel do cíle 1. kola      |
| —                                                                                | 44  | Žan Grošelj                    | Slovinsko           | nedojel do cíle 1. kola   | nedojel do cíle 1. kola   | nedojel do cíle 1. kola      | nedojel do cíle 1. kola      | nedojel do cíle 1. kola      | nedojel do cíle 1. kola      |
| —                                                                                | 50  | Jakob Špik                     | Slovinsko           | nedojel do cíle 1. kola   | nedojel do cíle 1. kola   | nedojel do cíle 1. kola      | nedojel do cíle 1. kola      | nedojel do cíle 1. kola      | nedojel do cíle 1. kola      |
| —                                                                                | 51  | Dalibor Šamšal                 | Maďarsko            | nedojel do cíle 1. kola   | nedojel do cíle 1. kola   | nedojel do cíle 1. kola      | nedojel do cíle 1. kola      | nedojel do cíle 1. kola      | nedojel do cíle 1. kola      |
| —                                                                                | 57  | Michał Jasiczek                | Polsko              | nedojel do cíle 1. kola   | nedojel do cíle 1. kola   | nedojel do cíle 1. kola      | nedojel do cíle 1. kola      | nedojel do cíle 1. kola      | nedojel do cíle 1. kola      |
| —                                                                                | 59  | Sebastiano Gastaldi            | Argentina           | nedojel do cíle 1. kola   | nedojel do cíle 1. kola   | nedojel do cíle 1. kola      | nedojel do cíle 1. kola      | nedojel do cíle 1. kola      | nedojel do cíle 1. kola      |
| —                                                                                | 60  | Juan del Campo                 | Španělsko           | nedojel do cíle 1. kola   | nedojel do cíle 1. kola   | nedojel do cíle 1. kola      | nedojel do cíle 1. kola      | nedojel do cíle 1. kola      | nedojel do cíle 1. kola      |
| —                                                                                | 61  | Adam Barwood                   | Nový Zéland         | nedojel do cíle 1. kola   | nedojel do cíle 1. kola   | nedojel do cíle 1. kola      | nedojel do cíle 1. kola      | nedojel do cíle 1. kola      | nedojel do cíle 1. kola      |
| —                                                                                | 65  | Willis Feasey                  | Nový Zéland         | nedojel do cíle 1. kola   | nedojel do cíle 1. kola   | nedojel do cíle 1. kola      | nedojel do cíle 1. kola      | nedojel do cíle 1. kola      | nedojel do cíle 1. kola      |
| —                                                                                | 66  | Juho Handolin                  | Finsko              | nedojel do cíle 1. kola   | nedojel do cíle 1. kola   | nedojel do cíle 1. kola      | nedojel do cíle 1. kola      | nedojel do cíle 1. kola      | nedojel do cíle 1. kola      |
| —                                                                                | 67  | Axel Esteve                    | Andorra             | nedojel do cíle 1. kola   | nedojel do cíle 1. kola   | nedojel do cíle 1. kola      | nedojel do cíle 1. kola      | nedojel do cíle 1. kola      | nedojel do cíle 1. kola      |
| —                                                                                | 70  | Tom Verbeke                    | Belgie              | nedojel do cíle 1. kola   | nedojel do cíle 1. kola   | nedojel do cíle 1. kola      | nedojel do cíle 1. kola      | nedojel do cíle 1. kola      | nedojel do cíle 1. kola      |
| —                                                                                | 72  | Tomas Birkner De Miguel        | Argentina           | nedojel do cíle 1. kola   | nedojel do cíle 1. kola   | nedojel do cíle 1. kola      | nedojel do cíle 1. kola      | nedojel do cíle 1. kola      | nedojel do cíle 1. kola      |
| —                                                                                | 74  | Eman Emrić                     | Bosna a Hercegovina | nedojel do cíle 1. kola   | nedojel do cíle 1. kola   | nedojel do cíle 1. kola      | nedojel do cíle 1. kola      | nedojel do cíle 1. kola      | nedojel do cíle 1. kola      |
| —                                                                                | 75  | Jan Zabystřan                  | Česko               | nedojel do cíle 1. kola   | nedojel do cíle 1. kola   | nedojel do cíle 1. kola      | nedojel do cíle 1. kola      | nedojel do cíle 1. kola      | nedojel do cíle 1. kola      |
| —                                                                                | 76  | Sturla-Snær Snorrason          | Island              | nedojel do cíle 1. kola   | nedojel do cíle 1. kola   | nedojel do cíle 1. kola      | nedojel do cíle 1. kola      | nedojel do cíle 1. kola      | nedojel do cíle 1. kola      |
| —                                                                                | 78  | Antonio Ristevski              | Severní Makedonie   | nedojel do cíle 1. kola   | nedojel do cíle 1. kola   | nedojel do cíle 1. kola      | nedojel do cíle 1. kola      | nedojel do cíle 1. kola      | nedojel do cíle 1. kola      |
| —                                                                                | 80  | Alexandru Barbu                | Rumunsko            | nedojel do cíle 1. kola   | nedojel do cíle 1. kola   | nedojel do cíle 1. kola      | nedojel do cíle 1. kola      | nedojel do cíle 1. kola      | nedojel do cíle 1. kola      |
| —                                                                                | 84  | Jurij Daniločkin               | Bělorusko           | nedojel do cíle 1. kola   | nedojel do cíle 1. kola   | nedojel do cíle 1. kola      | nedojel do cíle 1. kola      | nedojel do cíle 1. kola      | nedojel do cíle 1. kola      |
| —                                                                                | 86  | Juhan Luik                     | Estonsko            | nedojel do cíle 1. kola   | nedojel do cíle 1. kola   | nedojel do cíle 1. kola      | nedojel do cíle 1. kola      | nedojel do cíle 1. kola      | nedojel do cíle 1. kola      |
| —                                                                                | 87  | Itamar Biran                   | Izrael              | nedojel do cíle 1. kola   | nedojel do cíle 1. kola   | nedojel do cíle 1. kola      | nedojel do cíle 1. kola      | nedojel do cíle 1. kola      | nedojel do cíle 1. kola      |
| —                                                                                | 88  | Arthur Hanse                   | Portugalsko         | nedojel do cíle 1. kola   | nedojel do cíle 1. kola   | nedojel do cíle 1. kola      | nedojel do cíle 1. kola      | nedojel do cíle 1. kola      | nedojel do cíle 1. kola      |
| —                                                                                | 89  | Simon Breitfuss Kammerlander   | Bolívie             | nedojel do cíle 1. kola   | nedojel do cíle 1. kola   | nedojel do cíle 1. kola      | nedojel do cíle 1. kola      | nedojel do cíle 1. kola      | nedojel do cíle 1. kola      |
| —                                                                                | 34  | Kryštof Krýzl                  | Česko               | diskvalifikován v 1. kole | diskvalifikován v 1. kole | diskvalifikován v 1. kole    | diskvalifikován v 1. kole    | diskvalifikován v 1. kole    | diskvalifikován v 1. kole    |
| —                                                                                | 100 | Hubertus von Hohenlohe         | Mexiko              | diskvalifikován v 1. kole | diskvalifikován v 1. kole | diskvalifikován v 1. kole    | diskvalifikován v 1. kole    | diskvalifikován v 1. kole    | diskvalifikován v 1. kole    |
| První kolo odstartovalo ve 9.45 hodin a druhé kolo navázalo od 13 hodin (UTC+1). |     |                                |                     |                           |                           |                              |                              |                              |                              |